# Abrasion
Abrasion er et geologisk udtryk for den udjævnende virksomhed, som havet udøver, når det under en niveauforandring, der medfører en stigning af vandspejlet, bryder ind over et fastland. Ved abrasion kan alle terrænformer næsten fuldstændig udviskes, således at man som resultat får en plan flade (abrasionsfladen), der stiger jævnt indad mod land, og på hvis ydre dele det fra landet løsrevne og bortførte materiale kan afsættes som næsten horisontale lag.
Lignende flader kan fremkomme ved floders erosion (peneplan), men i dette tilfælde uden at der finder nogen niveauforandring sted, og uden at fladerne dækkes af marine aflejringer. Ligeledes vil en indlandsis ved sin afhøvlende virksomhed kunne frembringe større, ofte dog noget mere bølgede flader, som dog i reglen ved isens afsmeltning dækkes af moræneaflejringer, hvorved overfladen atter bliver mere eller mindre ujævn.